# Lennart Backman

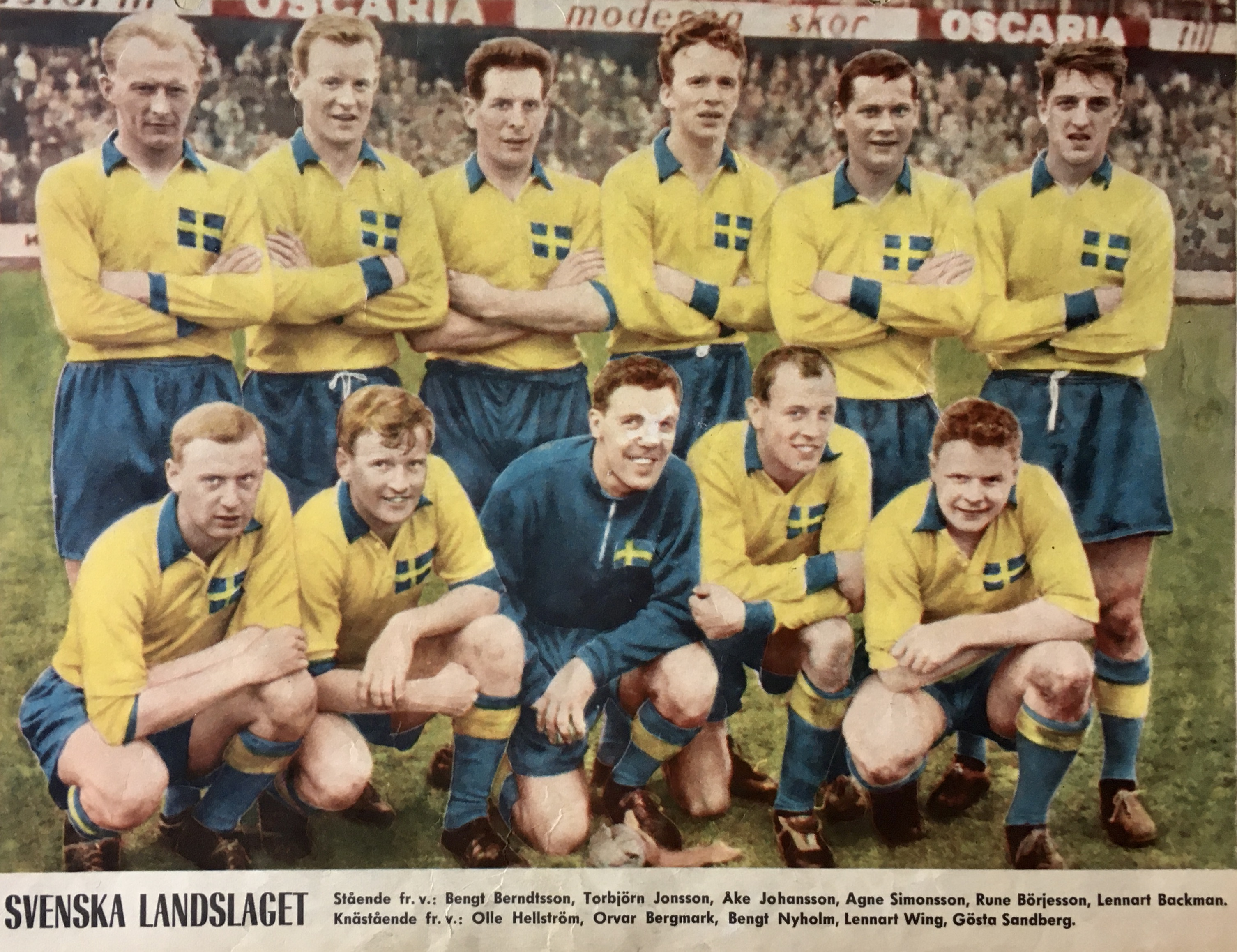
Det svenska herrlandslaget i fotboll, som den 28 maj 1961 segrade med 4-0 över Schweiz. I det svenska laget ingick följande spelare – stående från vänster: Bengt "Fölet" Berndtsson, Torbjörn Jonsson, Åke "Bajdoff" Johansson, Agne Simonsson, Rune Börjesson, Lennart Backman. Knästående från vänster: Olle "Lill-Lappen" Hellström, Orvar Bergmark, Bengt "Zamora" Nyholm, Lennart Wing och Gösta "Knivsta" Sandberg.

Lennart Backman, född 7 februari 1934 i Skellefteå, svensk före detta bandy-, ishockey- och fotbollsspelare som var landslagsman i bandy och fotboll under 1950- och 1960-talet.
Lennart Backman värvades våren 1957 från moderklubben Skellefteå IF, där han spelade 1950-1956, till IFK Norrköping. Under tiden i Norrköping blev Lennart Backman landslagsman i fotboll den 7 maj 1958 i en vänskapsmatch mot Schweiz på Olympia i Helsingborg som slutade 3-2. Lennart Backman blev här utbytt efter att ha blivit skadad. Efter två säsonger i Norrköping värvades han till AIK 1959 där han spelade fram till 1968. Han spelade ytterligare 30 landskamper för landslaget i fotboll. Lennart Backman vann AIK:s interna skytteliga både 1961 och 1962.
I bandy och ishockey spelade Lennart Backman för Katrineholms SK och AIK. Han spelade i Sveriges herrlandslag i bandy och vann silver i VM i bandy 1962 och ett brons 1963. 
Lennart Backman är Stor grabb i både bandy och fotboll.
Lennart Backman arbetade som fastighetschef i Bonniers Fastigheter fram till sin pensionering.